# Japanese Voyeurs
Japanese Voyeurs — Альтернативный рок / Гранж группа из Лондона, основанная в 2007 году. Первоначальный состав: Ромили Элис, Джони Сеймур, Том Ламб, Рики Валдрон и Стив Вилсон. Первым релизом группы был 2009 году Sicking & Creaming EP. В 2010 году они выпустили синглы Love sound и Blush. В марте 2011 они путешествовали в Ванкувер, Канаду, чтобы записать свой дебютный альбом, YOLK с Гартом Ричардсоном. Выпустили же они свой альбом 11 июля 2011 года. В июле 2011 они играли на разогреве на некоторых концертах у Слэша
Восьмого марта 2012 года, группа распалась, заявив на своей странице Фейсбук, что «мы просто не можем больше поддерживать жизнь группы». Барабанщик Стив Вилсон перешёл в группу Hawk Eyes, а басист Джонни Сеймур присоединился к Dinosaur Pile-Up. Они также заявили, что дадут последний концерт.
Композиция «You so Cool» присутствует в компьютерной игре All Points Bulletin. Её можно услышать на игровом радио.

## Состав группы
- Johnny Seymour — бас
- Rikki Waldron — клавишные
- Romily Alice — вокал, гитара
- Steve Wilson — барабаны
- Tom Lamb — гитара

## Дискография

### EPs
- Sicking & Creaming (2009)

### Альбомы
- Yolk (2011)
- B-Sides and Rarities (2012)

### Синглы
- Smother Me (2010)
- Milk Teeth (2010)
- That Love Sound / Blush (2010)
- Get Hole (2011)
- Cry Baby (2011)